# Lara Goodall
Lara Goodall (* 26. April 1996 in Johannesburg, Südafrika) ist eine südafrikanische Cricketspielerin die seit 2016 für die südafrikanische Nationalmannschaft spielt.

## Aktive Karriere
Goodall gab ihr Debüt in der Nationalmannschaft im März 2016 bei der WTwenty20 gegen die West Indies. Im August folgte dann ihr Debüt im WODI-Cricket in Irland. Zunächst spielte sie einzelne Spiele, wurde jedoch im Januar 2017 aus dem Kader gestrichen. Im Februar 2019 kam sie nach zwei erfolgreichen nationalen Saisons wieder zurück ins Team. Dabei erzielte sie in der WODI-Serie gegen Sri Lanka ein Fifty über 52 Runs. Jedoch wurde sie im Oktober 2019 wieder aus dem Team gestrichen. Sie kam zu Beginn des Jahres 2021 wieder zurück und erreichte in der WODI-Serie in Indien ein Fifty über 59* Runs. Daraufhin erhielt sie einen zentralen Vertrag mit dem südafrikanischen Verband. Sie wurde für den Women’s Cricket World Cup 2022 nominiert und erreichte dabei unter anderem in der Vorrunde gegen Indien 49 Runs. Im Sommer gelangen ihr dann in Irland in der WODI- (93* Runs) und WTwenty20-Serie (52 Runs) jeweils ein Fifty. Für ersteres wurde sie als Spielerin des Spiels ausgezeichnet. In England absolvierte sie dann ihren ersten WTest. Sie wurde für den ICC Women’s T20 World Cup 2023 nominiert und spielte dort ein Spiel.